# Paul Lohmar
Paul Lohmar (* 29. Juni 1872 in Bochum; † 4. Januar 1946 in Köln) war ein deutscher Verbandsfunktionär und hatte mit seinen Publikationen über allgemeine sozialversicherungsrechtliche Probleme mit dem Schwerpunkt Unfallversicherung maßgeblichen Anteil an der Entwicklung des Sozialversicherungsrechts in Deutschland.

## Leben
Paul Lohmar wurde als Sohn des Bankbeamten Michael Maximilian Lohmar (1832–1887) und dessen Ehefrau Wilhelmine Weitkämper (1844–1930) geboren.
Wegen des frühen Todes seines Vaters verließ er das Gymnasium Bochum nach der Obersekundareife, trat 1888 in den Dienst der gesetzlichen Unfallversicherung und machte sich bei der Kölner Sektion der Steinbruchs-Berufsgenossenschaft mit den Aufgaben des Sozialversicherung betraut. 1897 wurde er zum Geschäftsführer (Vorsitzender) ernannt und blieb bis zum Ende des Zweiten Weltkrieges in dieser Funktion. Auf der Grundlage nationalliberalen Gedankenguts befasste er sich mit sozialversicherungsrechtlichen Problemen und veröffentlichte seine Ausführungen in dem Verbandsorgan „Die Berufsgenossenschaft“. In seinen Abhandlungen und Vorträgen beschäftigte er sich vornehmlich mit Kerngebieten ihres schadenverhütenden Wirkens, nämlich mit der Ersten Hilfe und der Heil- und Berufsfürsorge. Er war Mitglied in Gremien des Verbandes der Deutschen Berufsgenossenschaften. Auf seine Anregung hin wurde 1908 die Rheinische Vereinigung berufsgenossenschaftlicher Verwaltungen gegründet. 1916 forderte er mit seiner Schrift „Schattenseiten der Reichs-Unfallversicherung“ aus Verantwortung gegenüber den Unfallverletzten das „frühzeitige Heilverfahren“, d. h. die generelle Übernahme der ärztlichen Behandlung vom Unfalltag an als Leistung der Unfallversicherung (nicht mehr der Krankenversicherung).
Er hat maßgeblich an der Erarbeitung von Regelungen für das Reichsversicherungsamt als Aufsichtsbehörde mitgewirkt.
Seine Ideen zu einer Verbesserung der Heilbehandlung stießen in der Ärzteschaft auch auf Widerstand, vor allem wegen der – zu Unrecht – befürchteten „Monopolisierung der Behandlung“. Insgesamt aber fanden sie gute Resonanz und haben sich glänzend bewährt.
1900 heiratete er in Köln Katharina Henriette Stephanie Rangette (1876–1955). Aus der Ehe sind vier Söhne und drei Töchter hervorgegangen, darunter Walter (* 1912, Verwaltungsdirektor einer Bau-Berufsgenossenschaft).

## Werke und Veröffentlichungen
- 1905 Über Reform und Vereinheitlichung unserer Arbeiterversicherung[3]
- 1914 Vertragliche Regelung der Beziehungen zwischen Berufsgenossenschaften und Krankenkassen
- 1914 Das Verhältnis der Ärzte zu den Berufsgenossenschaften
- 1916 Schattenseiten der Reichs-Unfallversicherung
- 1928 Erste Hilfe und Rettungswesen in den Betrieben
- 1930 Vom berufsgenossenschaftlichen Heilverfahren/Durchgangsarztverfahren
- 1935 Das Unfallheilverfahren

## Ehrungen
1934 Ehrenmitglied der Deutschen Gesellschaft für Unfallheilkunde, Versicherungs- und Versorgungsmedizin